# Koos Verkaik
Koos Verkaik (Bolnes, 6 november 1951) is een Nederlands auteur van fantasy, sciencefiction en horror.
Verkaik publiceerde op zijn zestiende de strip Scotty Clay in het weekblad Sjors (getekend door zijn broer Marien); drie pagina's per week.
Zijn eerste roman, de sf-thriller Adolar schreef hij in een lang weekend op zijn achttiende. De roman werd kort daarna gepubliceerd. Inmiddels staan er ruim vijftig verschillende titels op zijn naam. Twee bij De Arbeiderspers gepubliceerde boeken (Alvader en Wolfstranen) Hij heeft een contract voor al zijn reeds geschreven en nog te maken werk gesloten met een Amerikaans agentschap. In Amerika ontmoette hij via zijn agent Bill Thompson, die onder andere redacteur was van Stephen King en John Grisham. Thompson is zeer enthousiast over het werk van Verkaik; samen werkten zij aan Amerikaanse versies van verschillende manuscripten.